# Carl Delacato
Carl H. Delacato (Pennsylvania, 10 settembre 1923 – 15 aprile 2007) è stato uno psicologo statunitense.
Nasce nel 1923 da genitori di origini abruzzesi.
Si laurea presso l'Università della Pennsylvania e nel 1945 inizia ad insegnare alla Chestnut Hill Academy (Philadelphia) ove lavorerà fino al 1965.
Si occupò di problemi di apprendimento scolastico, con l'ausilio della neurologia e l'antropologia.
Nel 1953, come consulente (per dimostrare i principi scientifici della terapia Doman), venne coinvolto da Robert Doman (fisiatra) e Glenn Doman (Fisioterapista) in un gruppo guidato dal Dott. Temple Fay (Neurochirurgo), gruppo nato per la riabilitazione dei bambini con gravi cerebrolesioni.
Si interessa dell'influenza dell'ambiente sul sistema nervoso centrale, sviluppando una sua "Teoria della organizzazione neurologica": "come risultato degli anni di ricerca avevamo concluso che ogni bambino deve attraversare diversi stadi di sviluppo naturale, quando un bambino salta uno di questi, non riesce a raggiungere il suo massimo potenziale".
Dopo anni di lavoro, lascerà gli Institutes for the Achievement of Human Potential per dedicarsi ai bambini con lesioni cerebrali modeste ma con gravi problemi di apprendimento.
Delacato e i Doman hanno collaborato per molto tempo e formulato assieme un "profilo di sviluppo neurologico" ma i rispettivi metodi terapeutici sono diversi, malgrado a volte si parli di "metodo Doman-Delacato".
Le teorie su cui si basa il metodo Doman-Delacato sono prive di validazione scientifica: la American Academy of Pediatrics ha lanciato avvertimenti riguardo a tali teorie.
Esse si basano su convenzioni scientificamente del tutto superate, e costituiscono un'estrema semplificazione riguardo allo sviluppo del cervello.
Il metodo Doman-Delacato è stato quindi ripetutamente criticato in letteratura scientifica, in quanto si baserebbe su una teoria semplicistica e ormai superata dello sviluppo neurocognitivo infantile .